# 貢糖
貢糖または摃糖（コンタン、ピンイン gòngtáng、閩南語 コントゥン kòng-thn̂g）とは、砂糖と麦芽糖と落花生を原料にした金門島特産の菓子。

## 概要
主に金門島の硬いタイプと、竜海市のほろりと崩れるタイプのものがある。ほろりと崩れるタイプはマレーシアでも作られている。
名称の由来としては、かつて明朝時代の嘉禾嶼（厦門島）で、民間で朝貢品として作られていたため「貢」の文字を冠するという説と、貢糖を作る過程で材料を打ち柔らかさを調整することを閩南語で「摃」ということから来ているという説の二種類がある。
『台日大辭典』は、「貢糖」を「上等な白砂糖の名」とし、「摃糖」を「「土豆糖」を平たく叩きつけた菓子」と書き分けている。また、「摃」については、「(主に堅い物体で堅い物体を)こつんと敲く(たたく)。打叩く(ぶったたく)。殴る。殴打る(ぶんなぐる)(後略)」と説明している。ただし、福建省や台湾においても「摃」の字にはなじみがないため、商品には同音の「貢」で書かれている例がほとんどである。

### 金門貢糖
台湾（中華民国）が統治している金門島で作られている。炒って粉末にしたピーナッツに、熱で溶かした砂糖と麦芽糖水あめを混ぜ合わせ、素早く伸ばした後、叩いて薄く形を整えたもの。金門島を訪れた観光客や駐在台湾軍人の土産として、砲弾包丁や高粱酒と共に人気がある。台湾でも同様のものを作る製造業者がある。海苔など、別の風味を加えたものもある。

### 白水貢糖
中華人民共和国では、福建省竜海市白水鎮で製造される「白水貢糖」が有名である。熱で溶かした砂糖と麦芽糖水あめを混ぜ合わせ、素早く何度も引き伸ばした後、炒って粉末にしたピーナッツを包み込んで、四角く整形したもの。赤い紙に包んで売られる。龍鬚糖に似ている。龍海市のほか、漳州市やアモイ市などで販売されている。

### カチャン・トゥンブッ

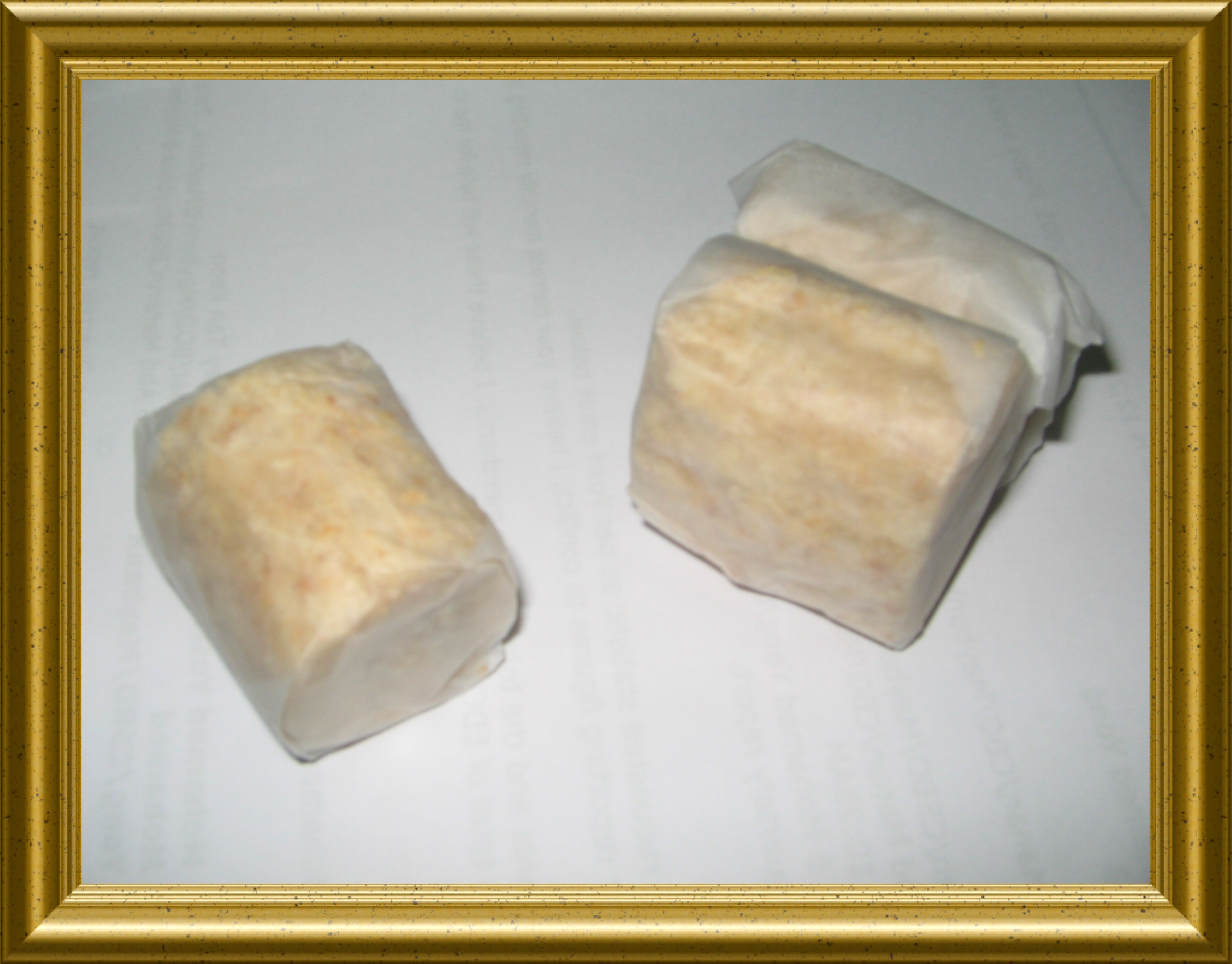
マレーシアの貢糖

福建省から移住した華人が多いマレーシアでもペナン州などで貢糖が作られており、マレー語ではkacang tumbukと称し、英語ではpeanut crispと称している。炒って粉末にしたピーナッツに、熱で溶かした砂糖と麦芽糖水あめを混ぜ合わせ、素早く伸ばした後、細長く成形し、長方形に切り分ける。白く薄い紙に包んで売られることが多い。金門貢糖のようにピーナッツは混ぜ込まれているが、食感はさくさくしており、白水貢糖に近い。クアラルンプールなどの華人系土産物店でも購入できる。